# Айвз, Брайтон

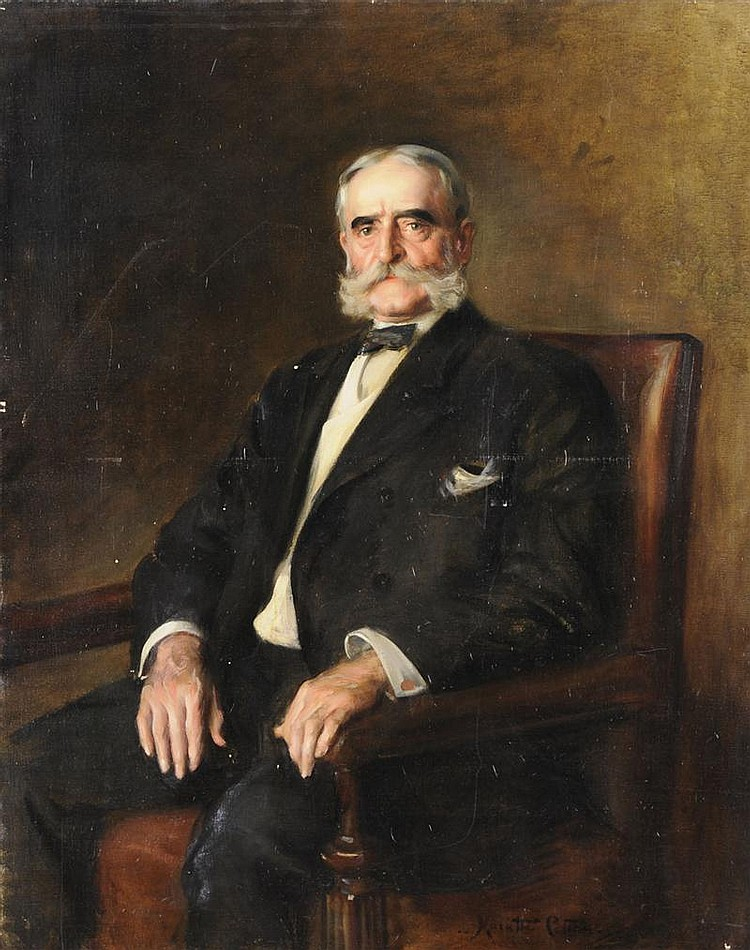
Портрет работы Мариетт Лесли Коттон

Брайтон Айвз (1840—1914) — американский промышленный деятель.

## Биография
Родился 23 августа 1840 года в Фармингтоне, штат Коннектикут, в семье Уильяма и Джулии Айвз (урожденная Рут).
В 1861 году окончил Йельский университет со степенью бакалавра.
Участник Гражданской войны в США. Служил в Армии Союза в качестве помощника генерал-адъютанта в штабе бригадного генерала Орриса Ферри и стал полковником 1-го Коннектикутского кавалерийского полка. Впоследствии был удостоен звания бригадного генерала за храбрость в сражениях на станции Реама, при Дип Боттом, Файв-Фокс и Сайлерс-Крик.
В 1867 году Брайтон Айвз стал биржевым маклером на Уолл-стрит и уже в 1868 году был видным финансистом Нью-Йорка. Два срока являлся президентом Нью-Йоркской фондовой биржи; в течение многих лет был президентом банка Western National Bank в Нью-Йорке; в 1893 году был избран президентом железной дороги Northern Pacific Railway.
В конце жизни был президентом компаний: Hecker-Jones-Jewell Milling Company, Standard Milling Company, Kanona & Prattsburg Railway Company и Northwestern Consolidated Milling Company. В 1912 году Айвз ушел с поста президента Metropolitan Trust Company по состоянию здоровья.
Умер 22 октября 1914 года в Оссининге, штат Нью-Йорк. Был похоронен на семейном участке кладбища Woodlawn Cemetery в Бронксе.

### Семья
Брайтон Айвз был женат с 1867 года на Элеоноре Андерсон Бисселл (1840—1927). У них было четверо детей: Шервуд Биссел (1870—1907), Уинифред (1870—1918), Юнис (1872—1942) и Фрэнсис. Среди его потомков — американский актёр Оливер Платт.
В 1899 году они купили бывший летний дом Бенджамина Мура (отца Клемента Мура). Брайтон Айвз остался в живых после крушения британского океанского лайнера RMS Republic, затонувшего в январе 1909 года.